# Attentatet i Volkmarsen 2020
Attentatet i Volkmarsen 2020 genomfördes den 24 februari 2020 när en tysk man avsiktligen körde in en bil i en folkmassa i en karnevalparad som firade Rosenmontag i Volkmarsen i förbundslandet Hessen i Tyskland. 154 människor skadades, varav sju allvarligt. 20 av de skadade var barn, den yngsta av vilka var en tvååring. En talesperson för polisen uppgav att en man gripits och att motivet för attacken ännu inte var känt. Mannen greps misstänkt för försök till dråp eller mord. Den gripne mannen sades inte vara i skick att bli förhörd. Mannen sades ha accelererat mot massan och siktat på barn. Ytterligare en person har också gripits misstänkt för att ha filmat händelseförloppet, men det är oklart om personen hade någon koppling till attacken.

## Utredning
Mannen identifierades som en 29-årig lokal man, Maurice Pahler, tidigare känd av polisen. Åklagaren uppgav att attacken var uppsåtlig. Det rapporterades från början att gärningsmannen var alkohol- och drogpåverkad, men alkoholtestet var negativt. Det är fortfarande inte klarlagt huruvida mannen var drogpåverkad. Enligt polisen tydde ingenting på ett politiskt motiv. Hessens inrikesminister Peter Beuth sade att det inte fanns någon koppling mellan attacken i Volkmarsen och masskjutningen i Hanau bara fem dagar tidigare.

## Respons
Myndigheterna i Hessen ställde in alla vidare karnevalsaktiviteter den dagen. Tysklands förbundskansler Angela Merkel sade att hennes tankar gick till de skadade och deras närstående och tackade polis- och vårdtjänsterna för deras insatser.